# Dolok Kahean
Dolok Kahean is een bestuurslaag in het regentschap Simalungun van de provincie Noord-Sumatra, Indonesië. Dolok Kahean telt 2694 inwoners (volkstelling 2010).